# Voetbalkampioenschap van Zuid-Hannover-Braunschweig 1927/28
In 1927/28 werd het zesde voetbalkampioenschap van Zuid-Hannover-Braunschweig gespeeld, dat georganiseerd werd door de Noord-Duitse voetbalbond. 
Hannoverscher SV 96 werd kampioen van groep I en Hannoverscher SC 02 van groep II. Beide clubs plaatsten zich voor de Noord-Duitse eindronde. Vanaf dit seizoen mocht er ook een derde club naar de eindronde. De twee tweedes uit de groepen bekampten elker en zo plaatste ook Arminia zich nog. Hannoverscher SC 02 fusioneerde voor de eindronde met FSV Sport Rot-Weiß 1899 Hannover en nam de naam Hannoverscher SpVgg 1897 aan.
SpVgg 1897 verloor van Victoria Hamburg en ging naar de verliezersgroep waar de club tweede werd. Arminia versloeg Union 03 Altona en Hannover 96 VfB Union-Teutonia 1908 Kiel. In de winnaarsgroep werd 96 vierde en Arminia vijfde.
Aanvankelijk speelden Linden en Helmstedt nog een degradatie play-off die Helmstedt verloor maar doordat het volgende jaar revolutie uitbrak en de competitie hervormd werd moesten meerdere clubs degraderen. 

## Bezirksliga

### Groep 1
| Plaats | Club                           | Wed. | W  | G | V | Saldo | Ptn   |
| ------ | ------------------------------ | ---- | -- | - | - | ----- | ----- |
| 1.     | Hannoverscher SV 96            | 14   | 10 | 3 | 1 | 60:27 | 23:5  |
| 2.     | SV Arminia Hannover            | 14   | 9  | 3 | 2 | 60:25 | 21:7  |
| 3.     | BV Werder 1910 Hannover        | 14   | 6  | 3 | 5 | 45:39 | 15:13 |
| 4.     | VfB 04 Braunschweig            | 14   | 6  | 1 | 7 | 37:37 | 13:15 |
| 5.     | FSV Sport Rot-Weiß 99 Hannover | 14   | 6  | 0 | 8 | 40:46 | 12:16 |
| 6.     | SC Leu 1906 Braunschweig       | 14   | 3  | 4 | 7 | 33:49 | 10:18 |
| 7.     | SpVgg 1907 Hildesheim          | 14   | 2  | 5 | 7 | 23:46 | 9:19  |
| 8.     | SpVgg Borussia 1911 Hannover   | 14   | 4  | 1 | 9 | 28:57 | 9:19  |

|  | Geplaatst voor finale en Noord-Duitse eindronde                         |
|  | Play-off derde ticket eindronde                                         |
|  | Fuseerde na dit seizoen met Hannoverscher SC 02 tot SpVgg 1897 Hannover |
|  | Degradatie                                                              |

### Groep 2
| Plaats | Club                         | Wed. | W  | G | V  | Saldo | Ptn   |
| ------ | ---------------------------- | ---- | -- | - | -- | ----- | ----- |
| 1.     | Hannoverscher SC 02          | 14   | 10 | 2 | 2  | 44:20 | 22:6  |
| 2.     | VfB 1904 Peine               | 14   | 8  | 4 | 2  | 51:28 | 20:8  |
| 3.     | SV Eintracht Braunschweig    | 14   | 7  | 1 | 6  | 38:22 | 15:13 |
| 4.     | FC Konkordia 1910 Hildesheim | 14   | 7  | 1 | 6  | 41:39 | 15:13 |
| 5.     | Goslarer SC 08               | 14   | 5  | 3 | 6  | 23:32 | 13:15 |
| 6.     | SV Eintracht Hannover        | 14   | 5  | 1 | 8  | 29:44 | 11:17 |
| 7.     | SV 1907 Linden               | 14   | 3  | 2 | 9  | 25:44 | 8:20  |
| 8.     | VfL Helmstedt                | 14   | 4  | 0 | 10 | 20:42 | 8:20  |

|  | Geplaatst voor finale en Noord-Duitse eindronde |
|  | Play-off derde ticket eindronde                 |
|  | Degradatie                                      |

#### Wedstrijd om derde ticket eindronde
|  |                     |       |           |          |
|  | SV Arminia Hannover | 9 – 3 | VfB Peine | Hannover |
|  |                     |       |           | Hannover |

|  |           |       |                     |       |
|  | VfB Peine | 2 – 6 | SV Arminia Hannover | Peine |
|  |           |       |                     | Peine |

Na protest werd de wedstrijd opnieuw gespeeld. 
|  |           |       |                     |       |
|  | VfB Peine | 0 – 1 | SV Arminia Hannover | Peine |
|  |           |       |                     | Peine |

### Finale
Heen
|  |                     |       |                     |          |
|  | Hannoverscher SV 96 | 4 – 1 | Hannoverscher SC 02 | Hannover |
|  |                     |       |                     | Hannover |

Terug
|  |                     |       |                     |          |
|  | Hannoverscher SC 02 | 2 – 2 | Hannoverscher SV 96 | Hannover |
|  |                     |       |                     | Hannover |